# Black Moon (album)
Black Moon è il tredicesimo album (l'ottavo in studio) del gruppo musicale britannico Emerson, Lake & Palmer, pubblicato dalla Victory nel 1992.

## Storia
Black Moon fu il disco del ritorno in attività di Emerson, Lake & Palmer dopo un'assenza dalle scene durata per tutti gli anni ottanta. Il progetto originario prevedeva la composizione musiche per film e solo in seguitò virò sulla realizzazione di un nuovo album. Per la prima volta nella carriera, il gruppo si avvalse di un produttore esterno: il musicista e compositore statunitense Mark Mancina; ciò derivò dall'insistenza di Keith Emerson e Carl Palmer affinché la produzione non fosse lasciata a Greg Lake, appunto produttore di tutti i precedenti lavori del trio, per evitare contrasti interni. Mancina scrisse anche il brano Burning Bridges appositamente per l'album.
Il brano di apertura che dà il titolo al disco, pubblicato anche come singolo, trae ispirazione dalla Guerra del Golfo del '90-'91: Lake, vedendo in televisione il sole oscurato dal fumo dei pozzi petroliferi in fiamme, aveva avuto l'impressione che questo si fosse trasformato in una "luna nera". Emerson e Lake scrissero in collaborazione cinque dei dieci brani dell'album, con il contributo anche di Palmer su un paio di essi, tra cui la title track; il tastierista compose interamente il brano strumentale Changing States, mentre Lake firmò da solo la ballata Footprints in the Snow che chiude il disco. Affairs of the Heart proviene infine da un progetto incompiuto dal titolo: Ride the Tiger, ideato nel 1988 da Lake insieme a Geoff Downes, tastierista degli Asia, il quale risulta perciò coautore del pezzo; Emerson ebbe a dire che, a suo avviso, questo era uno dei brani migliori mai scritti da Lake.
Oltre al già citato brano di Mancina, l'album infine include Romeo and Juliet, rilettura in chiave rock della Danza dei cavalieri dal balletto Romeo e Giulietta (1935-36) di Sergej Sergeevič Prokof'ev, con la quale i tre onorarono la tradizione di inserire su ogni loro disco almeno un brano classico rivisitato.

## Tracce
1. Black Moon – 6:59 (Keith Emerson, Greg Lake, Carl Palmer)
2. Paper Blood – 4:29 (Emerson, Lake, Palmer)
3. Affairs of the Heart – 3:47 (Geoff Downes, Lake)
4. Romeo and Juliet (strumentale) – 3:43 (musica: Sergej Sergeevič Prokof'ev, arr. Emerson)
5. Farewell to Arms – 5:10 (Emerson, Lake)
6. Changing States (strumentale) – 6:03 (musica: Emerson)
7. Burning Bridges – 4:45 (Mark Mancina)
8. Close to Home – 4:29 (Emerson, Lake)
9. Better Days – 5:37 (Emerson, Lake)
10. Footprints in the Snow – 3:52 (Lake)

## Formazione
- Keith Emerson - tastiere
- Greg Lake - basso, chitarra, voce
- Carl Palmer - batteria